# Sean Holland
Sean Holland (* 27. Oktober 1968 in Los Angeles, Kalifornien, Vereinigte Staaten) ist ein US-amerikanischer Schauspieler. 
Sein Filmdebüt machte Holland im Jahr 1995 mit der kleinen Nebenrolle des Lawrence in der erfolgreichen Teenager-Komödie Clueless – Was sonst!. In der auf diesem Film basierenden Fernsehserie Clueless – Die Chaos-Clique spielte er zwischen 1996 und 1999 eine der Hauptrollen als Schüler Sean. Holland ist bis in die Gegenwart in verschiedenen Produktionen zu sehen gewesen, allerdings meist nur in kleineren Rollen.

## Filmografie
- 1995: Clueless – Was sonst! (Clueless)
- 1995: Sister, Sister (Fernsehserie, 1 Folge)
- 1995: The Parent 'Hood (Fernsehserie, 1 Folge)
- 1996–1999: Clueless – Die Chaos-Clique (Clueless; Fernsehserie, 62 Folgen)
- 1998: Clips' Place (Fernsehfilm)
- 1998: CHiPs '99 (Fernsehfilm)
- 2001: Alabama Dreams (Fernsehserie, 2 Folgen)
- 2013: Into the Gates of Hell (Kurzfilm)
- 2014: Suburgatory (Fernsehserie, 1 Folge)
- 2014: Rake (Fernsehserie, 1 Folge)
- 2016: Castle (Fernsehserie, 1 Folge)
- 2019: Questions
- 2019: Weird City (Fernsehserie, 1 Folge)